# 1856 en Italie
Chronologie de l'Italie
- 1852
- 1853
- 1854
- 1855
- 1856
- 1857
- 1858
- 1859
- 1860

## Événements
- 8 avril : la question italienne est inscrite à l’ordre du jour lors de la clôture du Congrès de Paris[1].
- 28 octobre : rupture des relations diplomatiques du royaume des Deux-Siciles avec la France et le Royaume-Uni. Les deux puissances sanctionnent Ferdinand II des Deux-Siciles qui n’a pas tenu compte des remontrances sur ses méthodes de gouvernement[2].

## Naissance en 1856
- 16 février : Carlo Bugatti, artiste, ébéniste, décorateur, créateur et fabricant de mobilier, de modèles d'orfèvrerie, d'instruments de musique, se rattachant au courant de l'Art nouveau. († 31 mars 1940)
- 12 juillet : Ernesto Schiaparelli, archéologue et égyptologue italien († 14 février 1928).
- 11 novembre : Luigi Olivetti, peintre et graveur italien († 1941).

## Décès en 1856
- 8 février : Agostino Bassi, 82 ans, biologiste. (° 25 septembre 1773).
- 19 mars : Lodovico Lipparini, 54 ans, peintre.. (° 17 février 1802)
- 9 juillet : Amedeo Avogadro, 79 ans, chimiste et physicien. (° 9 août 1776)
- 31 juillet : Marco Bordogni, 67 ans, chanteur lyrique (ténor) et professeur de chant, interprète de nombreux rôles dans les opéras de Rossini.  ° 23 janvier 1789)
- 17 novembre : Rodolfo Vantini, 64 ans, ingénieur et architecte, l'un des principaux architectes néoclassiques du XIXe siècle. (° 17 janvier 1792)
- 20 décembre : Francesco Bentivegna, 36 ans, patriote italien du Risorgimento, protagoniste de la révolte contre les Bourbons en Sicile. (° 4 mars 1820)